# Tanedzsmet
Tanedzsmet („a kedves”) ókori egyiptomi királyné a XIX. dinasztia uralkodásának elején.
Sírjából, a Királynék völgye 33-ból ismert, melyet Richard Lepsius írt le; ő 14-es számú sírként említi. Pontosan nem sikerült elhelyezni a dinasztiában. Porter és Moss (1964) a XX. dinasztia idejére datálták (1964), Troy (1986) szerint II. Ramszesz egyik lánya és felesége, Leblanc (1999) szerint I. Széthi egyik felesége. Érdekesség, hogy bár hercegnő, nem nagy királyi hitves lett, csak másodfeleség; ez a völgybe temetett királynék közt egyedülálló.
Hari (1965) és Thomas (1967) feltételezése szerint a név elején nem a ta, hanem a mut hieroglifa szerepel, és valójában Mutnedzsmet királyné sírját találták meg, de ez az elmélet mára megdőlt.

## Sírja
A sír több kamrából áll. Rossz állapotú, festett díszítéséből kevés maradt fenn; a királyné képe és kártusa viszonylag kivehető az egyik falon. A sírt kifosztották, valószínűleg a XX. dinasztia korának végén. A XXVI. dinasztia alatt újrahasznosították, ebből a korból szarkofágtöredékek, szkarabeuszok és gyöngyök kerültek elő. A római korban, az időszámítás szerinti 2.–3. században katakombaként használták, 108 múmia került ide.